# Apple Remote Desktop
 (octobre 2021).
Si vous disposez d'ouvrages ou d'articles de référence ou si vous connaissez des sites web de qualité traitant du thème abordé ici, merci de compléter l'article en donnant les références utiles à sa vérifiabilité et en les liant à la section « Notes et références ».
Pour les articles homonymes, voir ARD (homonymie).
Apple Remote Desktop (ARD) est un logiciel pour Mac OS qui permet de faire l'administration des ordinateurs à distance ainsi que d'aider des utilisateurs également à distance en permettant de prendre le contrôle de l'écran. Commercialisé par Apple depuis le 14 mars 2002, il remplace Apple Network Assistant qui lui est similaire.

## Versions
La version originale utilisait le port UDP 3283 qui permettait d'observer des utilisateurs utilisant Mac OS 8.1 ou ultérieur depuis un poste sous Mac OS X. Il permet également de redémarrer ou d'arrêter l'ordinateur à distance, de verrouiller ou de déverrouiller l'écran, ou de le mettre en veille. La version 1 permet de transférer des fichiers qui permet aux administrateurs de transférer des applications à distance mais c'est l'utilisateur de l'ordinateur qui doit les installer.
Version 1.1 (20 août 2002). 
Version 1.2 (2 avril 2003). Elle offre de nouvelles possibilités pour faciliter l'administration d'un grand nombre d'ordinateurs à la fois. Les applications peuvent maintenant être installées sur de nombreux ordinateurs à la fois sans devoir recourir aux utilisateur distants. Elle permet de modifier le disque de démarrage du système distant, par exemple depuis un NetBoot serveur, une image disque ou une autre partition du disque dur. Le système Apple Remote Desktop client peut être mis à jour directement depuis le serveur.
Une version mineure (1.2.4, 16 décembre 2003) corrige des problèmes de sécurité et de performance.
Le 21 juin 2004, Apple annonce la sortie prochaine de la version 2 (effective en juillet) qui utilise le protocole VNC au lieu du protocole original (ARD). Ceci autorise Apple Remote Desktop d'observer des ordinateurs clients utilisant des logiciels basés sur VNC comme Windows ou Unix et plus seulement des Macs. Cette version utilise également le protocole TCP (ports 3283, 5900 et 5988) pour la plupart des fonctions qui permet plus de stabilité que UDP. Une autre nouvelle fonctionnalité est l'ajout de la liste de taches. Cette version nécessite Mac OS X 10.2.8
Le 11 octobre 2004, Apple commercialise la version 2.1 qui améliore les fonctionnalités existantes comme pouvoir prendre le contrôle d'un ordinateur distant en mode plein écran.
Le 29 avril 2005, Apple commercialise la version 2.2 qui ajoute la prise en charge de Mac OS X 10.4 ainsi que la correction de certains bugs.
Le 11 avril 2006 sort la version 3, en Universal binaries, qui ajoute de nouvelles fonctionnalités comme Spotlight, Automator.
Octobre 2007, accompagnant la sortie du nouveau système d'exploitation, Mac OS X Leopard, Apple Remote Desktop 3.2 voit le jour. Il apporte la compatibilité avec Mac OS X 10.5 et corrige certaines erreurs. Avec l'arrivée du nouvel OS d'Apple, le client ARD change de nom dans les Préférences système, arborant la dénomination Gestion à distance, plus succincte.

Ancienne icône du logiciel, changée avec l'arrivée de Yosemite.

Le 20 aout 2009 Apple rend disponible la version 3.3 qui résout un grand nombre de bogues et qui permet l'utilisation de raccourcis clavier utilisés sur la machine distante plutôt que sur la machine hôte. 
Le 6 janvier 2011, Apple rend disponible la version 3.4 qui permet de trouver le logiciel sur le Mac App Store.
Le 20 juillet 2011, Apple rend disponible la version 3.5 qui rend compatible le logiciel avec OS X Lion.
Le 22 octobre 2013 Apple rend disponible la version 3.7 qui rend compatible le logiciel avec OS X Mavericks, sur une installation avec plusieurs moniteurs, et améliore la fonction de copier/coller à distance.
Le 27 janvier 2015, Apple rend disponible la version 3.8 qui ajoute essentiellement la compatibilité avec Yosemite, tout en incluant aussi quelques améliorations de l'interface, une nouvelle icône pour le logiciel, des améliorations de stabilité et la possibilité d'obtenir les mises-à-jour depuis le Mac App Store, même lorsque le logiciel n'a pas été obtenu autrement.  Cette version requiert désormais OS X 10.9 (Mavericks) ou ultérieur.